# Hug d'Anglesola
Hug d'Anglesola (mort el 1399) fou senyor de Miralcamp (Hug II d'Anglesola).
Del llinatge dels Anglesola senyors de Miralcamp. Estava casat amb Sibil·la d'Anglesola i després amb Elieta de Rocabertí. Succeí el seu pare Bernat II vers el 1379. Fou majordom i conseller de Pere el Cerimoniós des del 1381; gran privat de Joan I i Violant de Bar. Fou un dels processats pel nou rei Martí l'humà (1396), però, reivindicat ben aviat, fou conseller de la reina Maria i un dels caps de la defensa del país contra la invasió de Mateu de Foix.
Fou governador general de Mallorca (1398), i hi dictà una notable pragmàtica per a la reforma del Gran i General Consell. Mort sense descendència masculina, heretà Miralcamp la seva filla Magdalena, muller de Felip Galceran de Castre-Pinós i filla de la seva segona esposa Elieta de Rocabertí. De la seva primera muller, Sibil·la, pubilla de la branca principal dels Anglesola, tingué una altra filla, Constança, casada amb Guillem Ramon III de Montcada, que heretà els drets de la baronia d'Anglesola, detinguts per Pere de Benviure.